# Vladimír Mejstřík

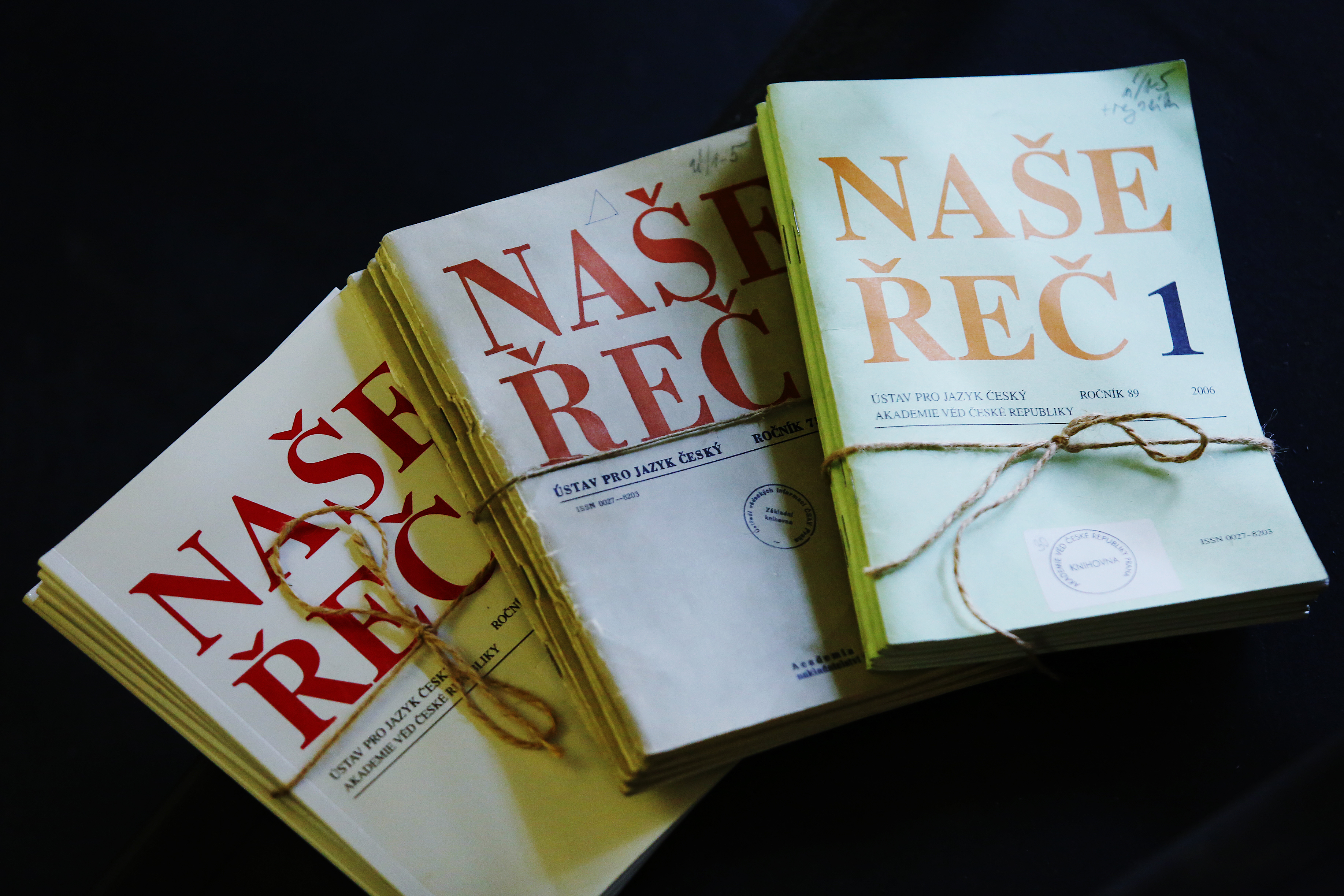
Naše řeč je český jazykovědný časopis vydávaný od roku 1916 pětkrát ročně Ústavem pro jazyk český Akademie věd České republiky. Jsou v něm publikovány články o českém jazyce, se zvláštním ohledem na jazykovou kulturu.

Vladimír Mejstřík (1938, Třebechovice pod Orebem – 15. dubna 2021) byl český jazykovědec (bohemista a lexikograf).

## Život
Vladimír Mejstřík se narodil v roce 1938 v Třebechovicích pod Orebem. Po vysokoškolských studiích, kde získal vzdělání promovaného filologa, spojil svůj profesní život s Ústavem pro jazyk český.

## Tvorba
Od 60. let 20. století byl Vladimír Mejstřík členek kolektivu autorů, kteří se podíleli na tvorbě Slovníku spisovného jazyka českého (SSJČ). Svoje praktické zkušenosti se zpracováním slovníkových hesel publikoval v několika teoreticky zaměřených lexikografických článků uveřejněných v časopise Slovo a slovesnost. V odborném periodiku Naše řeč Vladimír Mejstřík opublikoval (od roku 1963 do roku 1967) více než 40 nejrůznějších odborných statí.
Po ukončení práce na SSJČ se podílel na vzniku Slovníku spisovné češtiny pro školu a veřejnost (SSČ).
Dále se Vladimír Mejstřík podílel na dalších lexikografických („slovníkářských“) projektech, kterými byly:
- Slovník české frazeologie a idiomatiky. (svazek 1), Přirovnání (první vydáni v roce 1983);[5]
- Slovník české frazeologie a idiomatiky. (svazek 2), Výrazy neslovesné (první vydání v roce 1988);[6]
- Akademický slovník cizích slov (ASCS)[pozn. 4]
- Nová slova v češtině: slovník neologizmů (první vydání v roce 1998);[7]
- Nová slova v češtině 2: slovník neologizmů (první vydání v roce 2004).[8]